# Séminaire théologique Gevorkian
Le Séminaire théologique Gevorkian (en arménien Գևորգյան Հոգևոր Ճեմարան) est un des deux séminaires du Catholicossat de tous les Arméniens (Église apostolique arménienne) en Arménie (le second étant l'Académie théologique Vazkenian à Sevan). Fondé par le Catholicos Gevork IV, il est situé à Etchmiadzin, dans l'enceinte du Saint-Siège d'Etchmiadzin, en Arménie.